# Ampulicidae
Ampulicidae, или осе бубашвабе, су мала (око 170 врста), првенствено тропска породица Spheciformes зоља, од којих све користе разне бубашвабе као плен за своје ларве. Они имају тенденцију да имају издужене чељусти, изражена сужења налик на врат иза главе, снажно петељасте стомаке и дубоке бразде на грудном кошу. Многи су по изгледу попут мрава, иако су неки сјајно металик плаве, зелене и жарко ружичасте.
Већина врста убоде жохара више пута и на специфичан начин. Први убод је усмерен на нервне ганглије у грудном кошу бубашваба, привремено парализујући жртву на неколико минута - више него довољно времена да оса зада други убод. Други убод је усмерен у регион мозга бубашваба који, између осталог, контролише рефлекс бекства. Када се бубашваба опорави од првог убода, не покушава да побегне. Оса хвата антену својим мандибулама и пије део хемолимфе пре него што крене уназад и повуче жохара за своју ошишану антену како би га усмерила до јазбине, где ће на њу бити положено јаје. Ларва осе се храни пригушеним, живим бубашвабама.

## Класификација
Класификација Ampulicidae прати "Catalog of Sphecidae од  Wojciech J. Pulawski, California Academy of Sciences.
Ampulicinae
- Ampulicini
  - Ampulex – 132 врсте, пронађене широм света
  - Trirogma – 7 врста из Азије

Dolichurinae
- Aphelotomini
  - Aphelotoma –8 врста из Аустралије
  - Riekefella – 1 врста из Аустралије
- Dolichurini
  - Dolichurus –  50 врста, пронађених широм света
  - Paradolichurus – 4 врсте из Новог света